# Bergen, Celle
Bergen là một thị xã nằm ở phía bắc huyện Celle, ở Lüneburg Heath, trong bang Niedersachsen, nước Đức. Đô thị Bergen, Celle có diện tích 163,77 km². Đô thị này gồm có các làng: Becklingen, Belsen, Bergen, Bleckmar, Diesten, Dohnsen, Eversen, Hagen, Hassel, Offen, Sülze và Wardböhmen. Trại tập trung Bergen-Belsen nằm ở khu vực Belsen.
Dân số thị xã cuối năm 2006 là 13.481 người.
Trong cuộc cải cách hành chính bang Niedersachsen năm 1973, đô thị Bergen có các đô thị cũ Becklingen, Belsen, Bergen, Bleckmar, Diesten, Dohnsen, Eversen, Hagen, Hassel, Nindorf, Offen, Sülze và Wardböhmen.
Bergen nằm trên tuyến đường bộ B 3 từ Celle qua Soltau đến Ovelgönne gần Buxtehude.